# Малиновка (Одесская область)
Малиновка (укр. Малинівка) — село, относится к Ивановскому району Одесской области Украины.
Население по переписи 2001 года составляло 420 человек. Почтовый индекс — 67230. Телефонный код — 4854. Занимает площадь 2,161 км². Код КОАТУУ — 5121880402.

## История
В 1945 году Указом ПВС УССР село Рацулово переименовано в Малиновку.

## Местный совет
67230, Одесская обл., Ивановский р-н, с. Бараново, ул. Центральная, 39